# Trachelinae
Trachelinae es una subfamilia de arañas araneomorfas de la familia Corinnidae.

## Géneros
- Afroceto
- Brachyphaea Simon, 1895
- Cetonana Strand, 1929
- Meriola Banks, 1895
- Metatrachelas
- Paccius Simon, 1897
- Paratrachelas
- Patelloceto
- Poachelas
- Pronophaea Simon, 1897
- Pseudoceto Mello-Leitão, 1929
- Spinotrachelas Haddad, 2006 (1 sp., Sudáfrica)
- Trachelas L. Koch, 1872
- Trachelopachys Simon, 1897
- Utivarachna Kishida, 1940